# Le Quatrième Monde

Le Quatrième Monde (en anglais The Fourth World) est un concept créé par Jack Kirby pour  DC Comics, et qui désigne ce qui devait être une saga en bandes dessinées mettant en scène deux races d'êtres surhumains en conflit depuis des temps immémoriaux. Quatre séries, à l'origine, présentaient cette histoire : Superman's Pal Jimmy Olsen, The New Gods, The Forever People et Mister Miracle. Bien que Jack Kirby ait été obligé d'abandonner ces comics, le concept reste intégré à l'univers DC Comics et d'autres auteurs, tels Jim Starlin ou John Byrne tenteront de lancer de nouvelles séries consacrées aux personnages créés par Jack Kirby.

## La genèse
En 1970, Jack Kirby a déjà une longue carrière derrière lui. Depuis 1961 il travaille pour Marvel Comics où il a créé, en collaboration avec Stan Lee, de nombreux personnages (Les Quatre Fantastiques, Thor, Les Vengeurs, etc.) qui ont fait de Marvel, une maison d'édition qui sort du lot et peut faire jeu égal avec DC Comics. Si ces personnages forment une mythologie moderne, Jack Kirby a aussi déjà utilisé des personnages divins pour ses récits. En 1940, le dieu romain Mercure apparaît dans le comics Red Raven ; en août 1962, dans le comic Journey Into Mystery no 83, le dieu Scandinave Thor connaît ses premières aventures (le reste du panthéon apparaît dans les numéros suivants) et il rencontre le dieu romain Hercule dans le no 124. Par ailleurs, certaines créations, si elles ne sont pas divines, en ont certains attributs comme Galactus, le Surfer d'Argent, Le Gardien. Cependant, Jack Kirby estime ne pas être reconnu à sa juste valeur et déplore de ne pas être considéré comme un auteur à part entière. Aussi, lorsqu'il est approché par Carmine Infantino qui lui propose de venir travailler pour DC et d'avoir carte blanche pour créer seul les séries qu'il désire, Kirby abandonne Marvel et arrive avec le concept du Quatrième monde qu'il va essayer de proposer sur quatre comics simultanément.

## Les récits canoniques
Jack Kirby va d'abord écrire, dessiner et éditer quatre comics. Le premier, Superman's Pal, Jimmy Olsen, est une reprise d'une série existant déjà. Les trois autres The New Gods, The Forever People et Mister Miracle sont des créations. Malgré l'énergie déployée par Kirby pour produire ces comics, les ventes sont décevantes. Superman's Pal, Jimmy Olsen est retiré à Kirby au no 148, les autres séries sont abandonnées au bout de 11 numéros pour The New Gods et The Forever People et de 18 pour Mister Miracle. Cela marque la fin momentanée du Quatrième Monde. Jack Kirby revient en 1985 pour créer un roman graphique intitulé The Hunger Dogs qui lui permet de donner une fin à cette aventure.

## Mythologies
Le monde imaginé par Jack Kirby naît sur les ruines du Ragnarok. Les anciens dieux se sont entretués et sur les cadavres de deux d'entre eux (Balder et une sorcière) se sont formés deux mondes New Genesis, né de Balder, et Apokolips, issu de la sorcière. New Genesis, dirigé par Highfather, est un monde de paix alors que Apokolips est un monde de mort et de désolation.

### Superman's Pal Jimmy Olsen
Lors des tractations qui amènent Jack Kirby à quitter Marvel pour DC Comics, il lui est demandé de reprendre une série déjà existante. Après discussions, son choix se porte sur le comics Superman's Pal Jimmy Olsen, qui n'a pas d'équipe attitrée et qu'il est aisé de passer à un nouvel auteur. Le premier numéro signé par Kirby est le 133, daté d'octobre 1970. Dès ce numéro, Kirby apporte des modifications importantes à la série en introduisant The Newsboy Legion. The Newsboy Legion est à l'origine un groupe de jeunes garçons qui, durant la seconde guerre mondiale, se retrouvaient toujours au cœur d'aventures improbables. Leurs histoires étaient déjà racontées en 1941 par Jack Kirby, en collaboration alors avec Joe Simon. Vingt ans après ce sont leurs enfants qui ont recréé ce groupe et qui contactent Jimmy Olsen pour lui présenter un appareil volant qu'ils ont construit. Le voyage d'essai les conduira tous dans une région mystérieuse peuplée de monstres, de motards possesseurs d'armes capables de vaincre Superman et de soldats protégeant des laboratoires secrets. Ils doivent aussi combattre des êtres venant d'un autre monde nommé Apokolips, dirigé par Darkseid et ce faisant participent aux combats qui opposent Apokolips à New Genesis. C'est d'ailleurs dans le deuxième épisode signé par Kirby (no 134) que Darkseid apparaît pour la première fois. Les liens entre cette série et les trois autres seront renforcés lorsque Superman visitera New Genesis dans les nos 147-148.
Si Jack Kirby est au début assez libre de raconter les histoires qu'il désire, il doit cependant composer avec les demandes de l'éditeur. Ainsi, les visages de Superman et de Jimmy Olsen seront souvent retouchés par Al Plastino pour être semblables à ceux que l'on voit dans les autres séries de Superman. Jack Kirby quitte la série au no 148 (daté d'avril). Plusieurs équipes se succéderont au scénario et au dessin mais cela n'empêchera pas l'arrêt définitif de la série en mars 1974 au no 163.

### The New Gods
Le premier numéro de cette série est daté de mars 1971, le même mois que The Forever People. Le personnage principal est Orion, qui appartient au monde de New Genesis et qui vient sur Terre pour contrer les agents d'Apokolips qui la menacent. Il est souvent aidé par Lightray, un autre membre de New Genesis. La série, bimestrielle, s'arrête au 11e épisode daté de novembre 1972.

## Analyse
Le Quatrième monde de Kirby est clairement inspiré des religions juive et chrétienne. En effet les deux planètes font échos à des textes bibliques (la Genèse et l’Apocalypse), Highfather tient de Moïse et d’Isaïe (son véritable nom est Izaya qui se prononce comme Isaiah, soit Isaïe en anglais). La source se manifeste grâce au Wailing Wall (le Mur des Lamentations) et une main qui écrit sur ce mur (comme dans le Livre de Daniel).

## Recueils des comics

### Trade paperbacks en V.O.
Les séries réalisées par Jack Kirby pour l’univers du Fourth World ont été rééditées par DC Comics dans des recueils (trade paperbacks) au tournant des années 2000, en noir et blanc, à l'exception des épisodes de Superman's Pal Jimmy Olsen réédités en couleur.
- Jack Kirby’s New Gods (The New Gods #1–11, 304 pages, décembre 1997)
- Jack Kirby’s Mister Miracle: Super Escape Artist (Mister Miracle #1–10, 256 pages, septembre 1998)
- Jack Kirby’s Fourth World: Featuring Mister Miracle (Mister Miracle #11–18, 187 pages, juillet 2001)
- Jack Kirby’s The Forever People (The Forever People #1–11, 288 pages, octobre 1999)
- Jimmy Olsen: Adventures by Jack Kirby Volume 1 (Superman’s Pal Jimmy Olsen #133–141, 183 pages, juillet 2003)
- Jimmy Olsen: Adventures by Jack Kirby Volume 2 (Superman’s Pal Jimmy Olsen #142–150, 192 pages, octobre 2004)

### Albums en français
- New Gods, édition Bethy, coll. « Comics Culture », 1998 (New Gods #1–11 et New Gods vol. 2 #6)
- Mister Miracle : La liberté ou la mort, édition Vertige Graphic, 2003 (Mister Miracle #1–11)
- Le Quatrième Monde, édition Urban Comics, coll. « DC Archives »
  - Le Quatrième Monde T1, janvier 2015 (Superman’s Pal Jimmy Olsen #133–139, Forever People #1–3, New Gods #1–3, Mister Miracle #1–3)
  - Le Quatrième Monde T2, décembre 2015 (Forever People #4–6, Mister Miracle #4–6, New Gods #4–6, Superman’s Pal Jimmy Olsen #141–145)
  - Le Quatrième Monde T3, janvier 2017 (Superman’s Pal Jimmy Olsen #146–148, Forever People #7–10, New Gods #7–10, Mister Miracle #7–9)
  - Le Quatrième Monde T4, janvier 2018 (Mister Miracle #10–18, Forever People #11, New Gods #11, New Gods vol. 2 #6, DC Graphic Novel #4: The Hunger Dogs)